# Brigitte Kaufmann
Brigitte Kaufmann-Arn (* 17. April 1958) ist eine Schweizer Politikerin (FDP) und Kommunikationsberaterin. Sie ist seit Mai 2021 Präsidentin des Thurgauer Grossen Rats.

## Beruf
Nachdem Abschluss ihrer KV-Lehre arbeitete Brigitte Kaufmann zunächst für die Agentur Dr. Mori. Im Jahr 2000 gründete sie ihr eigenes Unternehmen Kaufmann Kommunikation, welches sich auf die politische Öffentlichkeitsarbeit spezialisiert hat. Daneben war sie auch als Parteisekretärin der FDP St. Gallen sowie als Vizepräsidentin des Thurgauer Gewerbeverbandes tätig.

## Politik
1999 wurde Kaufmann als erste Frau in den Gemeinderat von Uttwil gewählt. Ab 2001 bis 2015 waltete sie dort als Gemeindepräsidentin. Danach zog sie in den Grossen Rat ein, wo sie auf Hermann Hess folgte. Nachdem sie diesem 2020 bereits als Vizepräsidentin vorstand, übernahm sie im Mai 2021 dessen Präsidium.